# 果園站

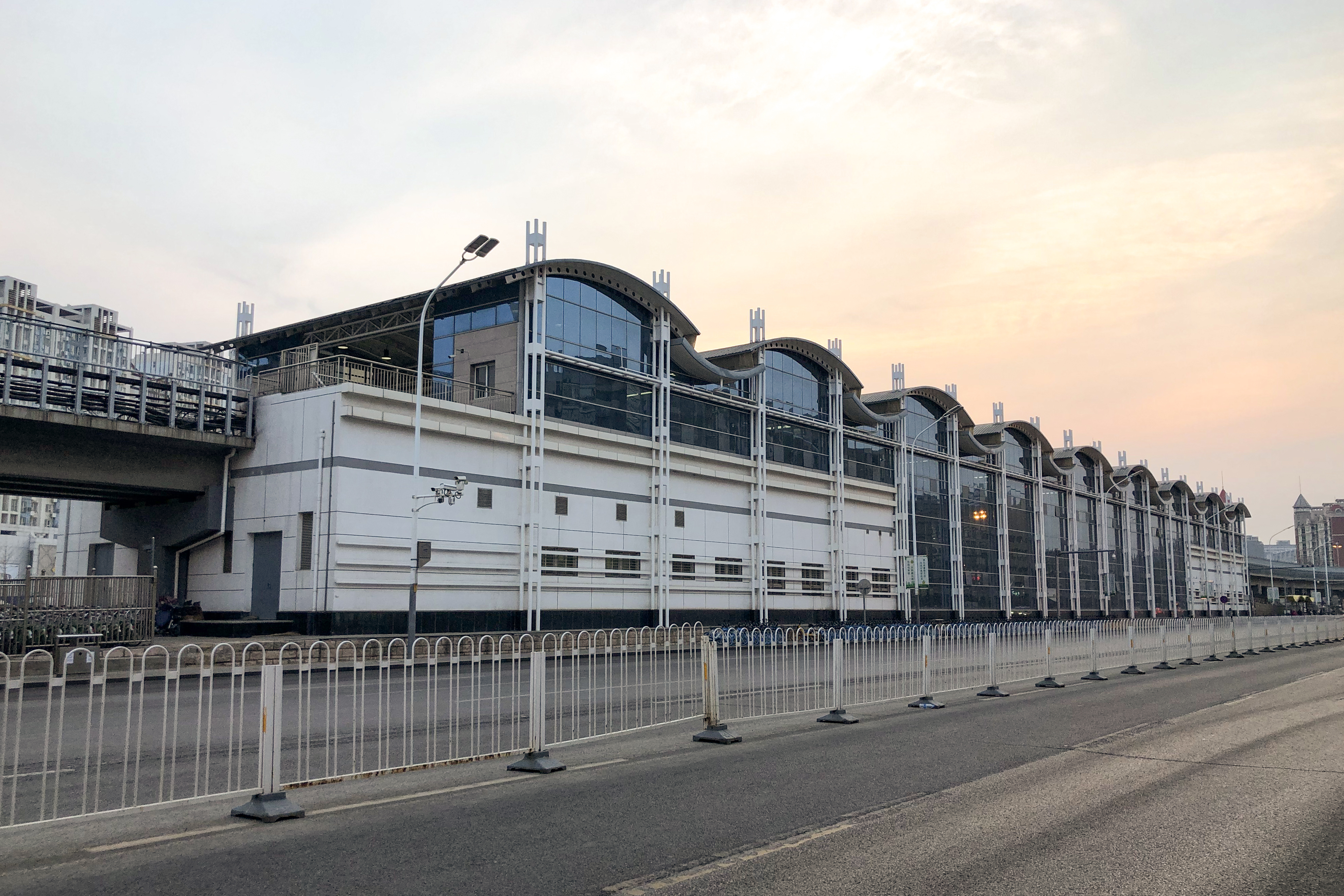
果園站站体
（2021年2月摄）

果園站是一个位于中国北京市通州区北苑街道京塘路近通朝大街，属于北京地铁八通线的地铁车站，2003年12月27日随八通线启用。

## 位置
这个站位于运河西大街北面，北苑路南面。

## 车站结构

### 车站楼层
| 地上二层 站台层 | 側式月台，右側開门                  | 側式月台，右側開门                          |
| 地上二层 站台层 | █ 八通线往古城（1号线）（通州北苑） |                                             |
| 地上二层 站台层 | █ 八通线往环球度假区（九棵树）      |                                             |
| 地上二层 站台层 | 側式月台，右側開门                  |                                             |
| 地上一层 站厅层 | 站厅                                | A-B出入口、客务中心、自动售票机、进出站闸机 |

## 出口
这个地铁站一共有2个出口，其中A口位于车站下方的地下通道内，通道两端分别为北苑南路北侧和车站南广场，B口则直面车站南广场。
|                           |          |                  |      |            |
| 编号                      | 指示     | 建议前往的目的地 | 照片 | 无障碍设施 |
| 出口 · A                  | 北苑南路 |                  |      |            |
| 出口 · B · 无障碍通道标志 | 北苑南路 |                  |      |            |
| 註： 設有                 |          |                  |      |            |

## 購票
北京地鐵的大多數地鐵車站的單程票購票需要實名信息。但本站已自行取消購票實名制。